# Vuraj
«VuRaj» — белорусская музыкальная группа из города Минска, которая экспериментирует с белорусским фольклором, соединяет его с элементами различных стилей современной музыки. Направления и жанры— инструментальный театр, сказочный фолк, фолк-рок, психоделический фолк, этно-диско.

## История
Группа «VuRaj» была создана как музыкально-театральный проект в 2010 году музыкантами из группы FratreZ. Первоначальный стиль музыки — инструментальный театр, сказочный фолк. В творчестве группы объединяются мелодии белорусского фольклора, мифологические образы, развиваются принципы звукоподражания, инструментального театра.
Принимает участие в фестивалях: Этно-фест «Ад неба на паўметры», «Graffiti Open Music Fest» в Минске.

### 2010
В 2010 был записан первый диск «Vuraj» (2010). Запись сделана в Минске, диск издан на лейбле Global CD.
Принимает участие в фестивалях: «Музычны спарынг» (Минск, 2010), «Пустые холмы» (Москва-Калуга, 2010)

### 2011—2012
В декабре 2011 сделана запись второго диска «Песні, казачкі ды танцы» (2011) в Москве. Его презентация состоялась в Минске в декабре 2012. Лейбл — Ковчег. Выступление в студии интернет-портала TUT.BY.
Принимает участие в фестивалях: Міжнародний фестиваль «Флюгери Львова» (Львов, 2011), Міжнародний фестиваль Киівськi «Флюгери Львова» (Киев, 2011), «Пустые холмы» (Москва-Калуга, 2011), «Басовішча-2011» (Польша, Грудек), «Город Золотой» (ПХ, Крым 2011), «Этна-Млын» (Беларусь, Дудутки, 2012), «Камяніца-фест 2012» (Беларусь, Озерцо).
Сейчас группа работает над записью третьего диска, который по стилю уже приближается к фолк-року и психоделик фолку. Программа «Вэлытай, Пэрэпілко», в основе которой песни Полесья собранные в фольклерных экспедициях. Выход диска ожидается в начале декабря 2013.

«Вурай — гэта наша краіна такая… казачная.
Там кожная расліна ды жывеліна розум i душу маюць… Прырода гучыць i размаўляе, а па вуліцах розныя цікавыя iстоты ходзяць…
I жывуць у нас птушкi вельмi прыгожыя i разумныя. Яны ў нашу краіну заўседы святло i чысціню прыносяць.
А мы музыкi вандроўныя ходзім па свеце i пра ўсе тое распавядаем..
Есць у нас усялякія песнi, казачкi, ды музыка чароўная…»

## Дискография
- «Vuraj» (Global CD/2010)
- «Песні, казачкі ды танцы» (Каўчэг/2011)[1]
- «Rajok» (Наш формат, Киев 2014)[5]
- «Шэсць загадок» (EP, 2015)[6]
- «Вэлытай, пэрэпылко» (совместный с Re1ikt интернет-сингл, 2016)[7]

## Состав группы
- Сергей Долгушев — вокал, тексты, флейты
- Петченко Филипп — бас-гитара
- Ольга Полякова — флейта
- Анастасия Попова — скрипка
- Даниил Залесский — ударные

## Бывшие участники
- Екатерина Кривошейцева — томбак, перкуссия
- Глеб Анищенко — контрабас
- Андрей Горохов — барабаны

## Фестивали
Группа VuRaj принимала участие в фестивалях:
- Этно-фест «Ад неба на паўметры» (Минск 2009)
- Graffiti Open Music Fest (Минск 2009)
- Музычны спарынг (Минск, 2010)
- Пустые холмы — 2010 (Москва-Калуга, 2010)
- Міжнародний фестиваль «Флюгери Львова» (Львов, 2011)
- Міжнародний фестиваль Киівськi «Флюгери Львова» (Киев, 2011)
- Пустые холмы — 2011 (Москва-Калуга, 2011)
- Басовішча-2011 (Польша, Грудек)
- Город Золотой (ПХ, Крым 2011)
- Этна-Млын (Беларусь, Дудутки, 2012)
- Каменица (Беларусь, Озерцо, 2012)
- «Країна Мрій» 2013 (Kиев, Украина)
- «Трипільські зорі» (Украина, 2014)
- «Трипільське коло» (Украина, 2014)
- «Solidarni z Białorusią» (Гданьск, 2015)
- «Вольнае паветра»(Беларусь, 2015)
- «Sianokosy nad Narwią Kupalle» (Нараў, Польша, 2015)
- Фестиваль мифологии «У госці да лепельскага Цмока» (Лепель, 2015, 2016)
- «Каменица» (Беларусь, 2015)
- «Дикая мята» (Россия, 2017)
- Atlas Weekend (Украина, 2017)